# Fresque de la Tombe du Plongeur

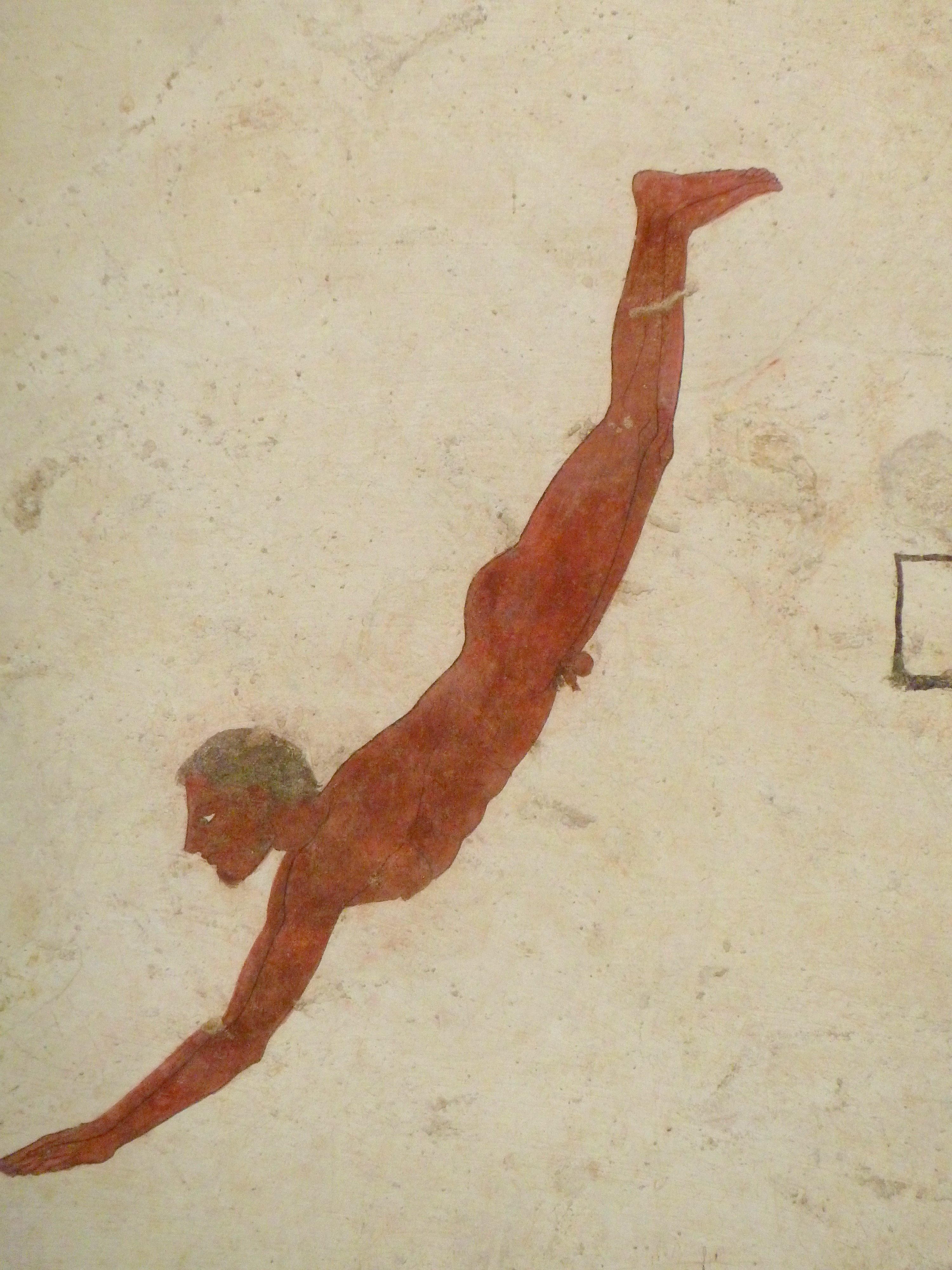
Le « plongeur » (détail du couvercle).

La fresque de la Tombe du Plongeur est composée d'une série de scènes peintes dans une tombe à caisson datant de la Grande-Grèce, découverte le 3 juin 1968 par l'archéologue Mario Napoli, pendant les fouilles d'une petite nécropole située à 1,5 km au sud de Paestum (Poseidonia, Italie), cité fondée par des colons de Sybaris vers 600 av. J.-C.
Elle se trouve actuellement exposée au Musée archéologique national de Paestum. Elle daterait de 480-470 av. J.-C.

## Description des fresques
L’appellation générique « tombe du plongeur » (en italien : tomba del tuffatore) provient de la scène peinte sur la face interne de la dalle de couverture de la tombe. Cette scène représente un athlète plongeant dans l'eau.
Cette tombe à caisson comporte en réalité une série de cinq fresques.
Certaines des interprétations qui en ont été faites sont sujettes à caution. En revanche, les hypothèses les plus probantes énoncées par les archéologues et les spécialistes de la Grèce antique révèlent que, dans cette série de fresques, les cinq scènes représentées présentent une unité stylistique et sémantique ; il est probable qu'elles soient en lien avec la personnalité du défunt mais rien n'est sûr ; les thèmes renvoient probablement aux valeurs pythagoriciennes et orphiques. « Pour l'homme [grec] qui n'échappe pas à sa condition, le séjour des morts est nostalgie fondamentale, regret de la vie, et c'est uniquement en ce sens qu'il importe de considérer la religion grecque, les croyances grecques de l'au-delà, sous un aspect métaphorique », rappelle Pascal Torres.

### La dalle: le motif du plongeur

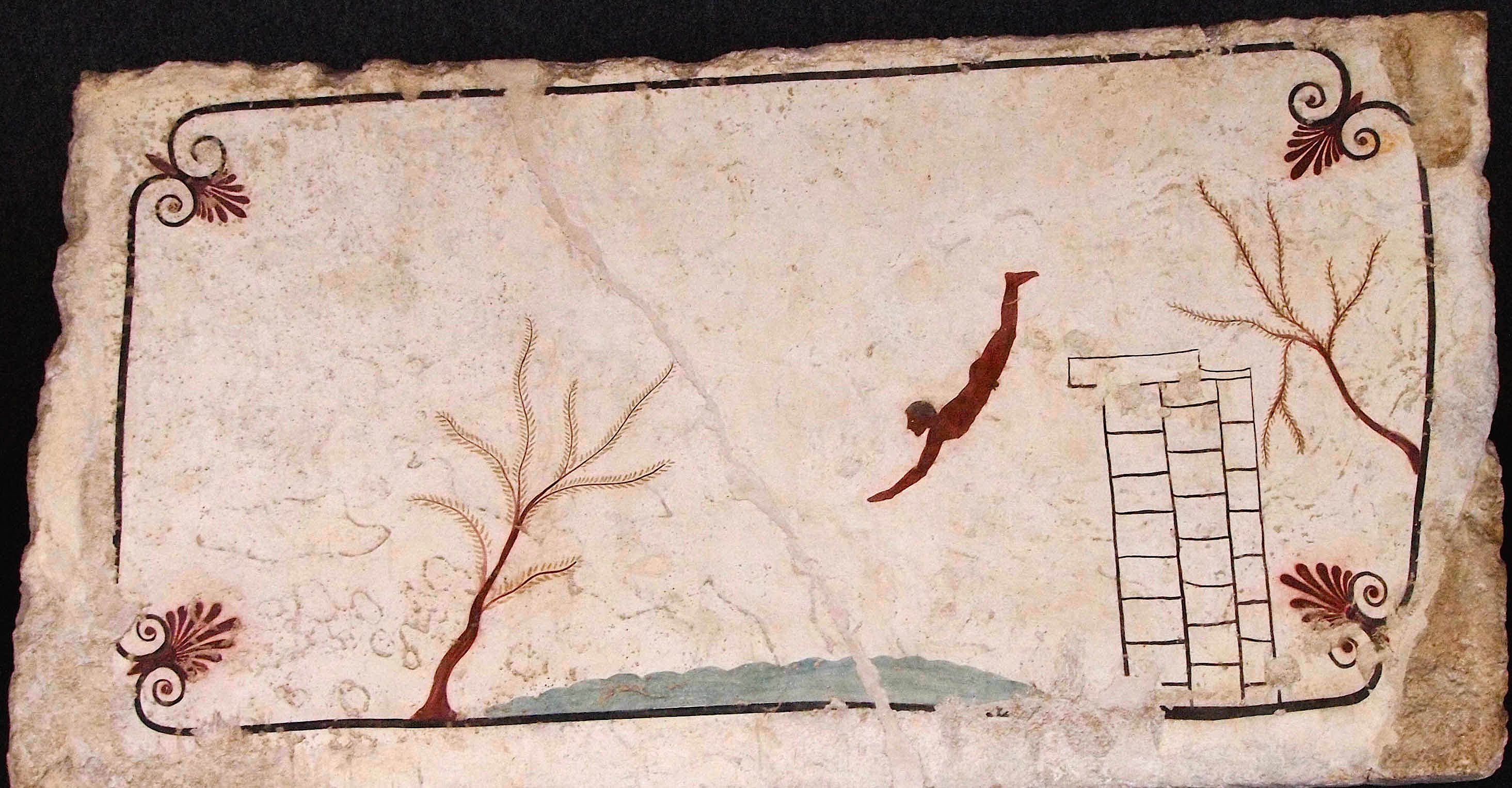
La dalle de la tombe, brisée en son centre.

Ce motif, situé sur la voûte céleste et face au mort, peut éventuellement symboliser le saut vers l'inconnu. L'homme plonge vers une étendue d'eau à surface convexe, représentant la mer (Okéanos). On remarque la récurrence du chiffre 7, présent dans la représentation du jeu de colonnes d'où saute le plongeur ainsi que dans les branches des arbres, qui sont des oliviers. Ce chiffre symbolise la régénération. Les branches des arbres peuvent aussi témoigner d'une possible amélioration de la vie une fois le défunt dans « l'au-delà » (l'Hadès, « l'invisible ») : l'arbre situé à droite et localisé derrière le plongeur, connaît par endroits des cassures au niveau de ses branches tandis que l'autre arbre, situé à gauche, est entièrement redressé. Par ce saut situé sur la face intérieure du couvercle du caisson, l'artiste a voulu peut-être tout à la fois rendre hommage aux qualités athlétiques du défunt et symboliser dans un même geste le passage du temps et le changement d'état, la vie donc. L’au-delà, le monde de l’Hadès, est possiblement représenté par ce qui est sous l’eau (où est le non-visible, l'inconnu), la limite entre le monde des vivants et celui des morts étant représentée par cette colonne d’où plonge le personnage.
Les parois latérales représentent un banquet rassemblant dix personnages : elles renvoient aux joies terrestres (poésie, musique, chère, philia) et convoquent la nostalgie de ce qui a été et n'est plus. La lecture doit se faire de droite à gauche.

### La paroi latérale sud: le banquet (1)

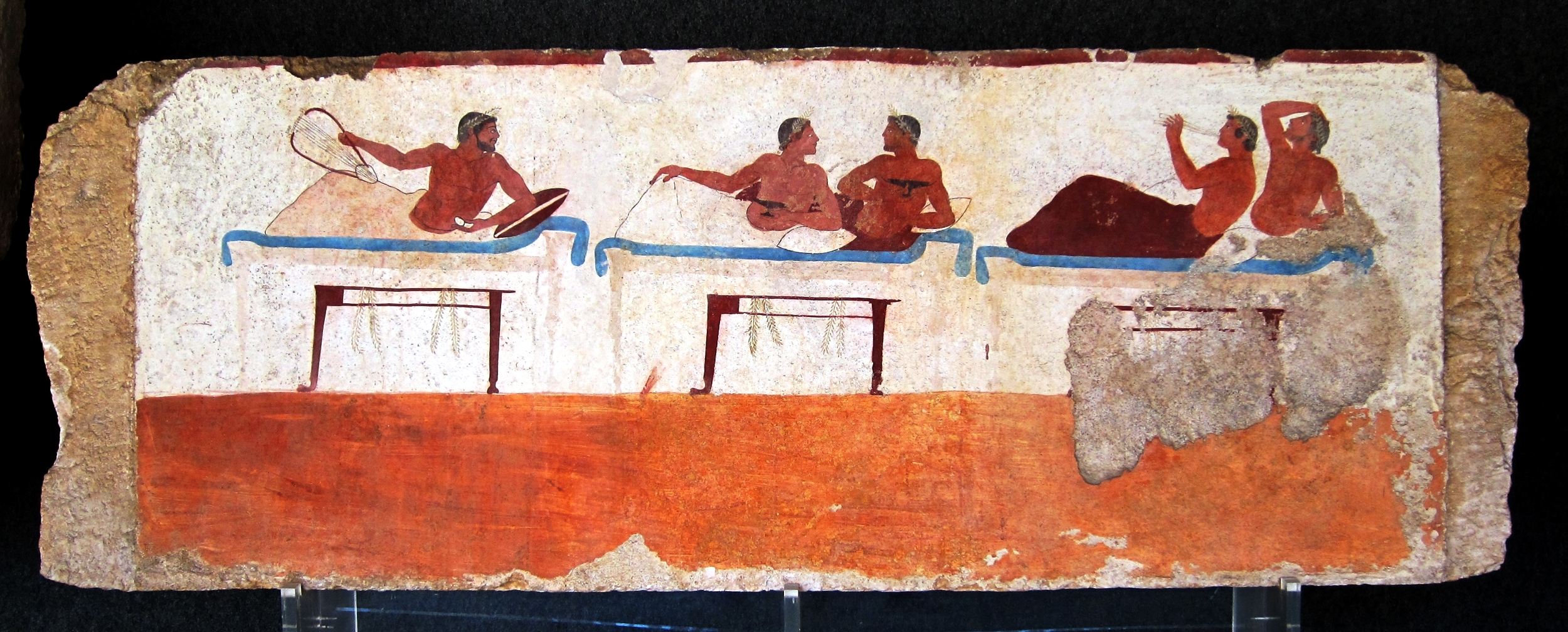
Paroi latérale côté sud.

Cette peinture représente un banquet rassemblant cinq convives masculins (les comastes) disposés en klinai (un homme seul et deux couples), buvant, se prélassant et jouant de la musique. Il s'agit plus précisément d'un symposion. Le couple de droite joue de l'aulos (double hautbois) et du barbitos (lyre), tandis que les deux convives du centre s’adonnent au jeu du cottabe (kottabos). On remarque que les deux visages des personnages situés à gauche convergent vers un personnage situé au centre, tandis que les deux convives de droite sont pris par la musique (on parle ici d'enthousiasme et non d'ivresse). Enfin, le personnage situé à gauche, assis seul sur un klinè, tient une lyre dans une main et de l'autre, entre le pouce et l'index, un œuf. C'est ce personnage « qui se trouve au plus près de la tête du mort » (M. Napoli). « L’œuf, offrande funéraire omniprésente [dans les tombes] symbolise non seulement la fécondité, mais plus encore la puissance vitale dans la mort et la résurrection ».

### La paroi latérale est

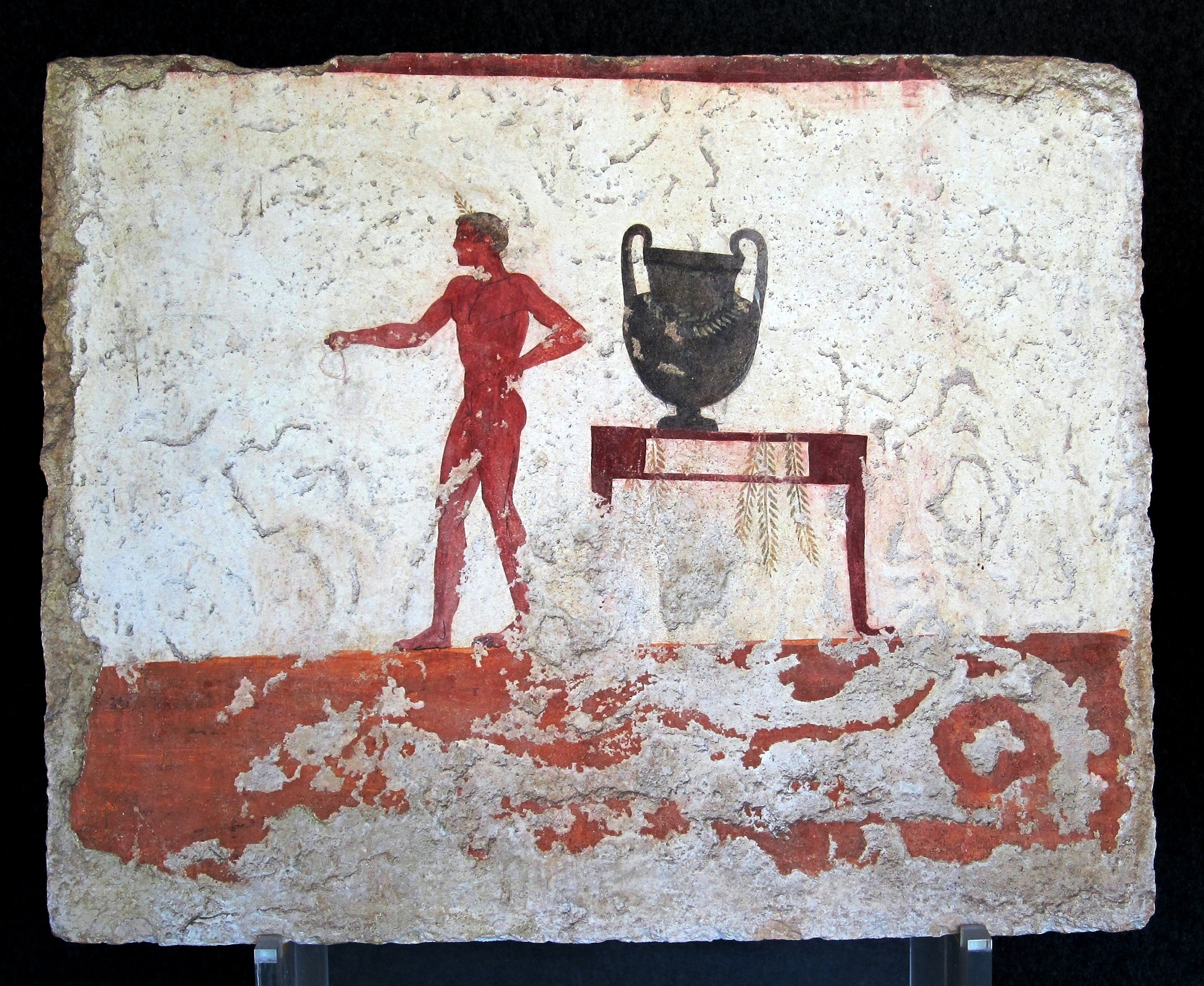
Paroi côté est.

Côté est, la peinture, en partie abimée, représente une scène de libation dans laquelle un éphèbe échanson, l'œnochoé en main, tourne le dos à un cratère et s'en va servir un convive : c'est vers ce motif que la tête du défunt était tournée, le contenu du cratère symbolisant l'élixir de jouvence ou tout simplement la jeunesse et le commencement de la vie.

### La paroi latérale nord: le banquet (2)

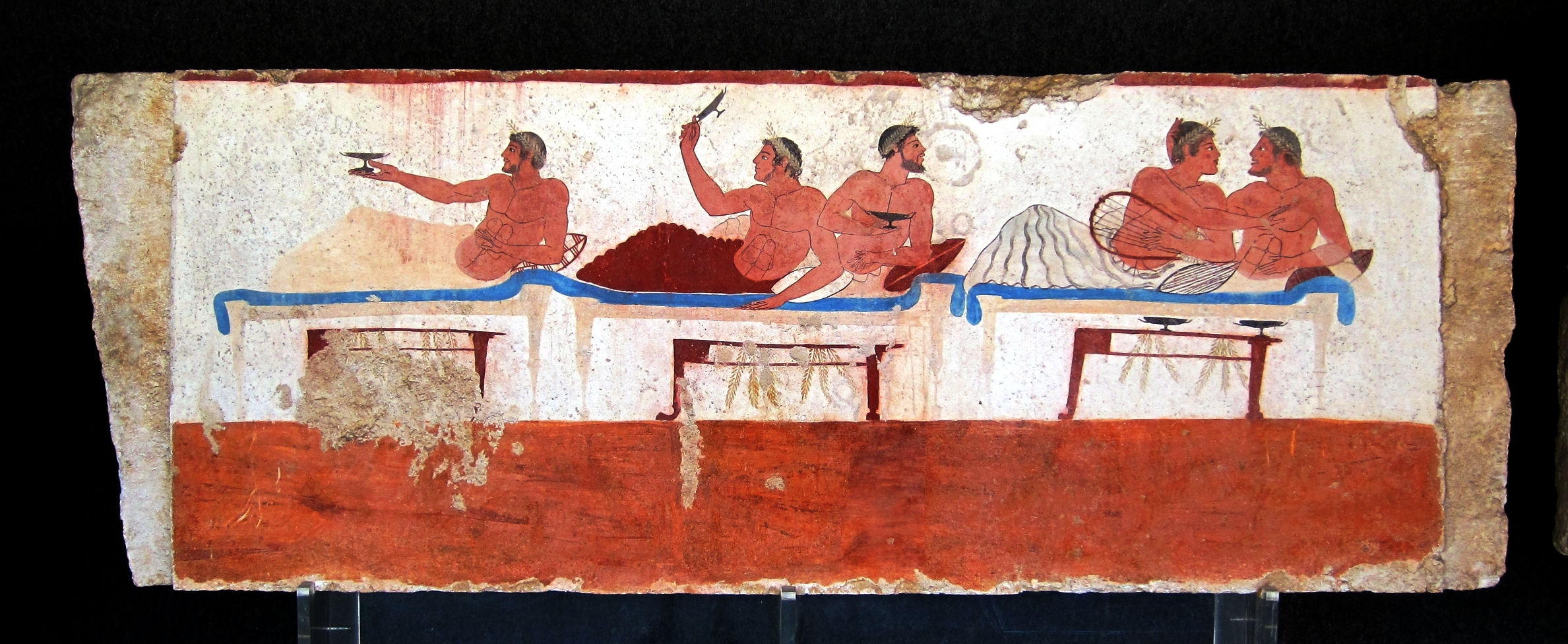
Paroi latérale côté nord.

Comme sur la paroi latérale sud, on peut voir ici cinq convives disposés en klinai et qui se distinguent des cinq précédents. Le couple situé à droite, pris dans une « scène amoureuse », renvoie peut-être à la paideia ou aux joutes érotiques. Ce couple est observé par un des personnages situés au centre, tandis que les deux autres, à gauche, s'amusent au jeu du cottabe dont le signifiant est également érotique. C'est le « couple amoureux » qui est situé au plus près de la tête du défunt et qui s'apprête à être servi par l'œnochoé. Napoli et Rouveret notent que le dessin préparatoire est beaucoup plus soigné ici que pour la paroi latérale sud. Le jeune homme tenu par la nuque et dont l'habit est particulièrement soigné (ceinture rouge, motifs ondulés) occupe la place d'honneur selon l'ordonnancement du symposium. On y a vu une représentation du défunt.

### La paroi latérale ouest

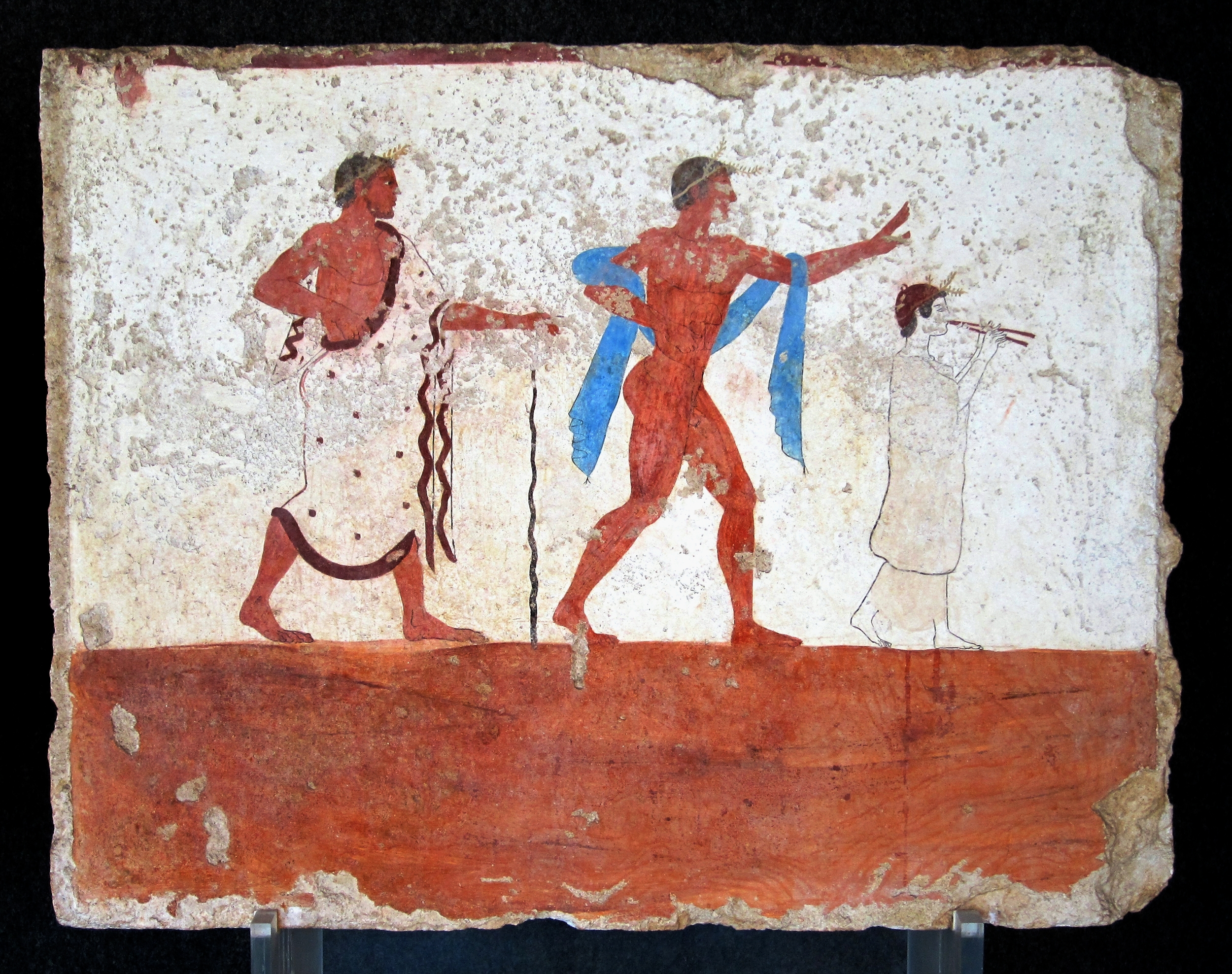
Paroi côté ouest.

Côté ouest, un cortège d'influence étrusque montre trois personnages : un homme barbu habillé d'un manteau et s'avançant avec un bâton noueux, un éphèbe portant une chlamyde bleue et enfin  l'aulétride, une jeune femme jouant de l'aulos ; elle est de petite taille, le visage pâle et habillée d'un chiton blanc. Il pourrait également s'agir d'un jeune garçon, la scène symbolisant les trois âges de la vie. Cette scène est jugée comme la plus difficile à interpréter. Les spécialistes s'accordent pour une représentation d'un kômos, par la présence au centre du trio de l'éphèbe esquissant un pas de danse et saluant l'un des convives situés sur la paroi Nord. Selon Daisy Warland, « le cortège illustrerait l'intégration du défunt à sa nouvelle vie, après sa régénération par la mer, figurée sur le couvercle ».
Ainsi, les cinq fresques de la tombe s'inscriraient bien à l’intérieur d'une même unité.

### Constat
La fresque de la Tombe du Plongeur doit son importance au fait d'être, à ce jour, l'unique exemple de peinture pariétale décorative à sujet figuratif et humain, datée de l'époque archaïque et classique qui nous soit parvenu dans son intégrité. Cette tombe est exceptionnelle et tend à démontrer que les Grecs se sont inspirés de la civilisation étrusque et de ses tombes parées de fresques. On retrouve en effet le motif du plongeur dans la fresque de la chasse et de la pêche située dans la Nécropole de Monterozzi, proche de la ville de Tarquinia en Étrurie méridionale et datée du dernier quart du VIe siècle av. J.-C..

## Descriptions techniques
L'excavation, qui fait suite à une campagne de fouille menée dans le golfe de Salerne, date de juin 1968 et eut lieu dans une petite nécropole utilisée entre le VIe siècle av. J.-C. et le IVe siècle av. J.-C. sur un terrain appelé « Tempa del Prete ». Les cinq fresques de cette tombe dite « à caisson » ont été peintes sur du tuf calcaire d'origine locale. En 1969, après une première communication, une étude fut publiée par l'inventeur, le professeur Mario Napoli, intitulée Le pitture greche della tomba del tuffatore, laquelle offre une approche descriptive circonstanciée.
Les dimensions de la tombe sont de 215 × 100 × 80 cm.
Des traces de cordage à même la peinture fraîche furent découvertes par Napoli : elles prouvent qu'il s'agit là d'un travail de commande, ce qui tend à relier la personnalité du défunt et les motifs représentés. Napoli signale également que la dalle du couvercle a été brisée intentionnellement en son centre au moment de l'inhumation et donc avant le scellement des parois entre elles.
Les restes du défunt étaient majoritairement à l'état pulvérulent, du fait de la sécheresse, mais la tête avait été visiblement orientée vers l'est.
Dans le mobilier funéraire, on a trouvé des récipients d'offrandes qui ont permis la datation : deux aryballes et un lécythe d'époque attique vernis dans le style melanomorpha (à figures noires), tous deux servant à contenir de l'huile parfumée pour oindre le corps des athlètes. Des fragments métalliques et de carapace de tortue ont été également identifiés. L'analyse des vases permet de donner un intervalle de datation situé entre 480 et 470 av. J.-C.
L'ensemble pèse plusieurs tonnes : la tombe, une fois le corps du défunt installé, était scellée et les peintures soustraites au regard.
Il ne faut pas confondre cette fresque, exemplaire à ce jour unique dans les représentations funéraires de la Grande-Grèce, avec les nombreuses fresques (plus d'une quarantaine à ce jour) découvertes dans cette même nécropole mais datant de la fin Ve siècle av. J.-C. et du début du IVe siècle av. J.-C., et exécutées par les Lucains.

## Représentations contemporaines

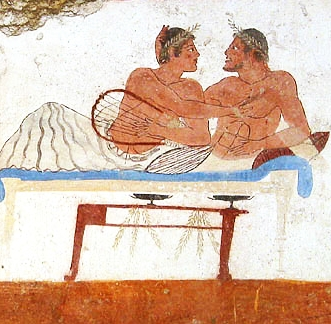
« Scène amoureuse ».

Depuis leur découverte, certains motifs de cette tombe, dont la « scène amoureuse » du banquet mais aussi le saut du plongeur, ont été largement reprises pour illustrer le thème de l'homosexualité.
Sur les dix hommes installés en banquet, on trouve quatre couples et deux hommes seuls. Selon Daisy Warland, il y a là « une répétition des couples éraste-éromène » (trois fois), à savoir, l'adjonction d'un jeune homme (présence du duvet sur les joues) et d'un homme plus âgé (pilosité faciale avancée). Cette conjonction manifeste évoque « l'initiation sexuelle dans les sociétés d'hommes archaïques et, plus généralement, la puissance vitale ». Il ne s'agit pas d'homosexualité au sens contemporain du terme, mais d'une sexualité ritualisée et codifiée entre hommes, qui n'exclut en rien la femme.